# Alfa Romeo Spider
Alfa Romeo Spider — сімейство автомобілів італійського виробника Alfa Romeo. Alfa Romeo Spider серія 105 або 115 виготовлялась з 1966 по 1993 рік. Він є одним з кабріолетів, які незмінно виготовлялися протягом довгого часу. П'яте покоління Spider (1994—2005) розроблене на основі Alfa Romeo GTV другого покоління, шосте покоління Spider (2006—2010), розроблене на основі Alfa Romeo Brera.

## Серія 105/115
Навіть на момент появи Spider (Серія 105/115) вважався безпечним транспортним засобом з гумовими амортизаторами, ременями безпеки з натяжителями та зоною зім'яття. Сучасні моделі оснащені новітніми системами безпеки.
Всього виготовлено близько 124 000 автомобілів.

### Двигуни
- 1.3 L Twin Cam I4
- 1.6 L Twin Cam I4
- 1.8 L Twin Cam I4
- 2.0 L Twin Cam I4

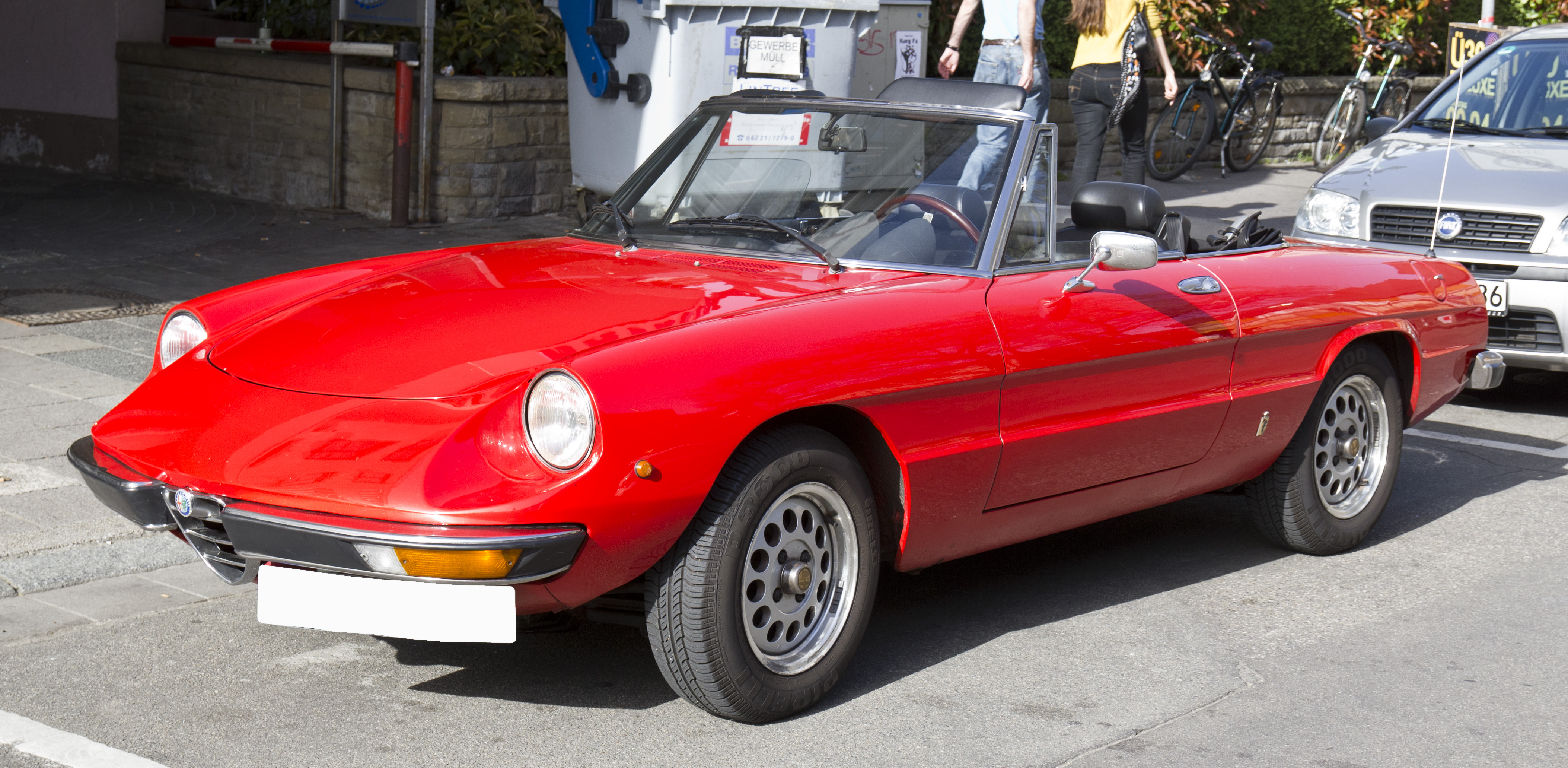
Alfa Romeo Spider 2
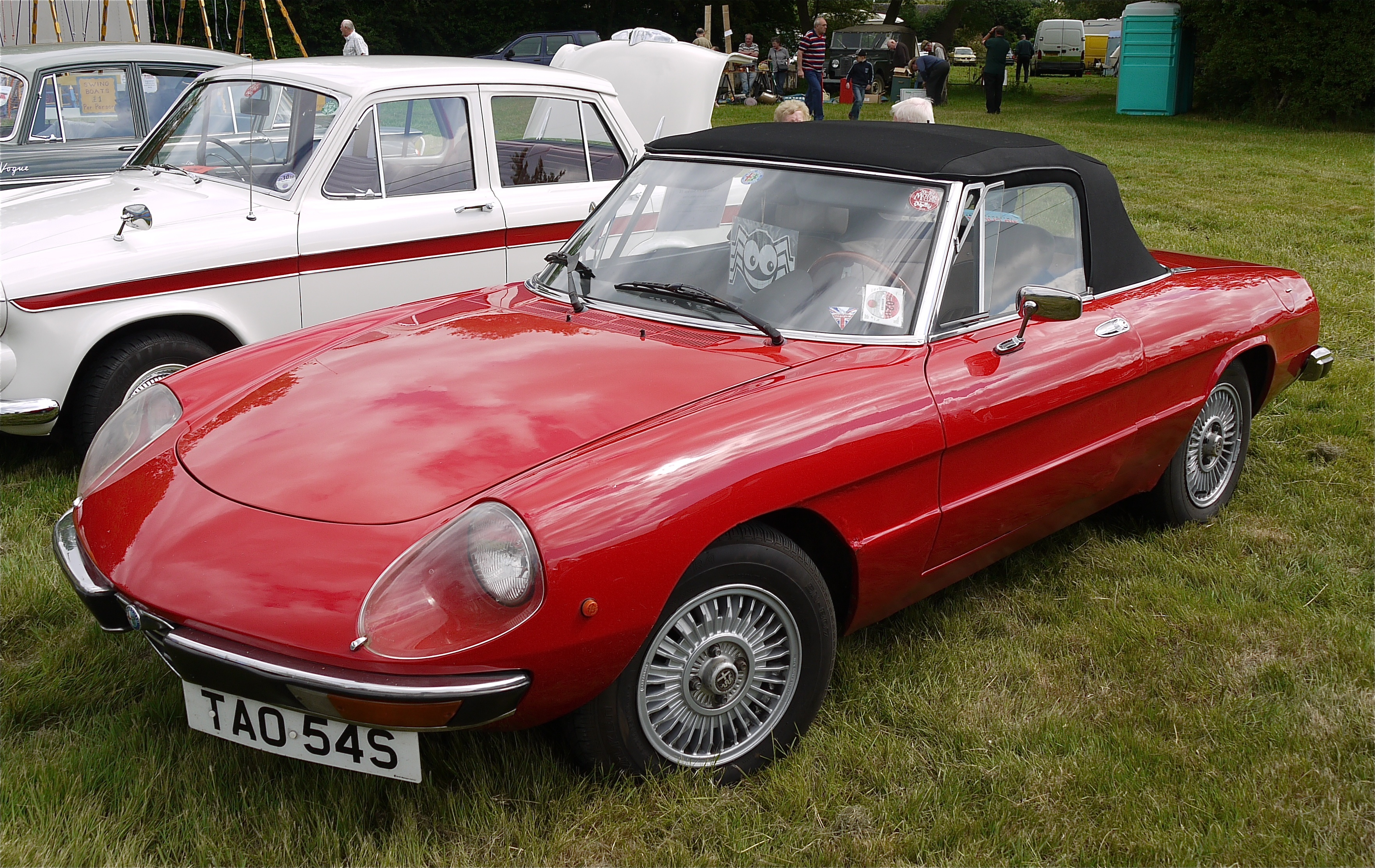
Alfa Romeo Spider 3
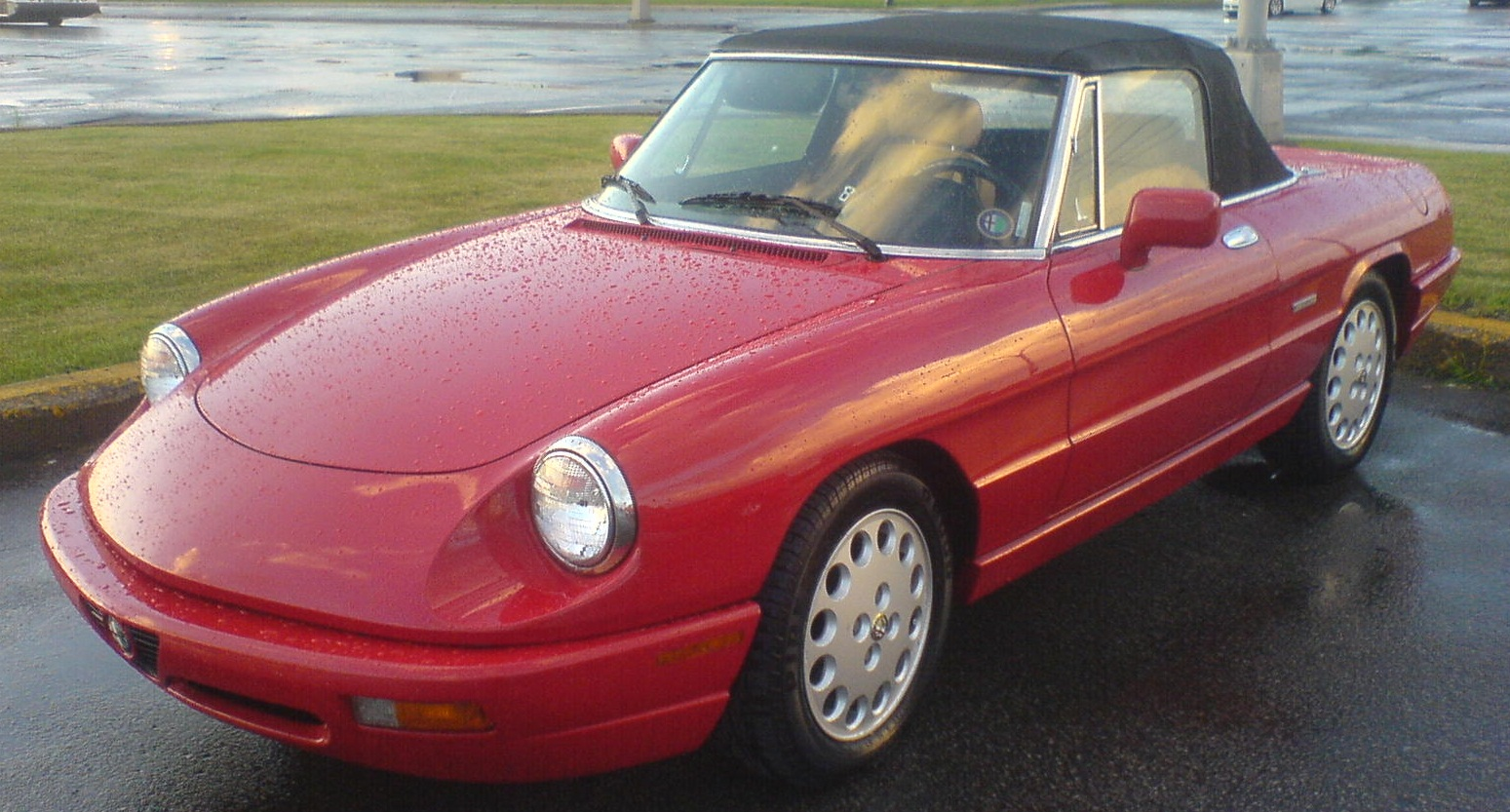
Alfa Romeo Spider 4

## П'яте покоління

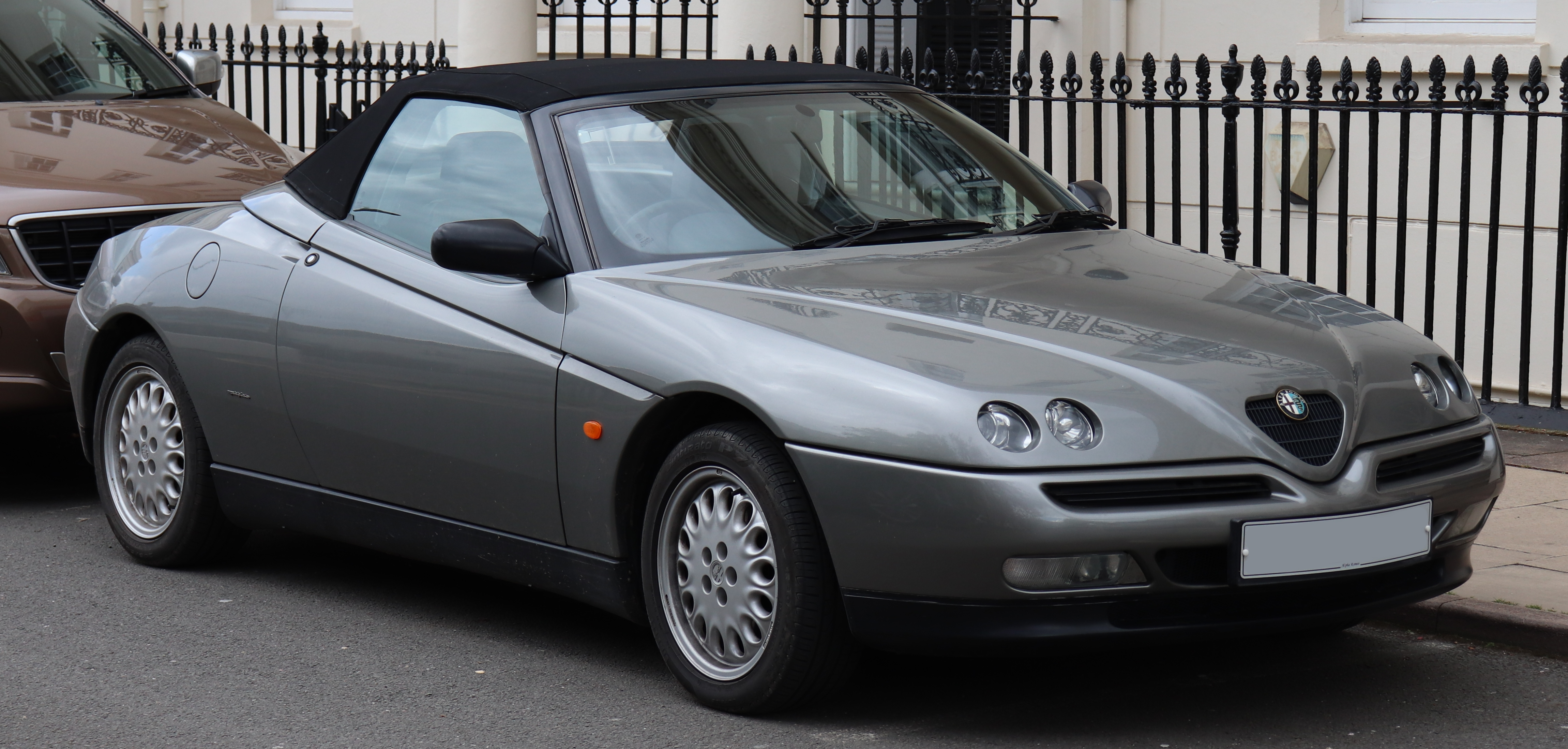
Alfa Romeo Spider 5

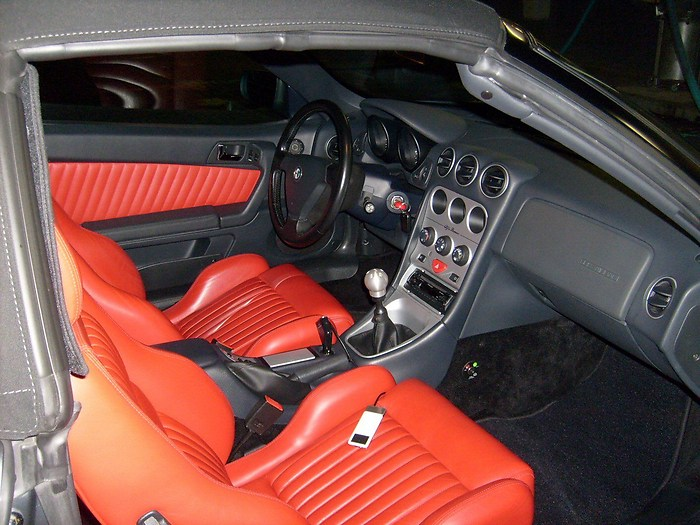

Всього виготовлено 39 333 Alfa Romeo Spider (916).

### Двигуни
| Двигун      | Об'єм    | Потужність                                  | Крутний момент        | Розгін 0-100 | V-max      | Роки виробництва        |
| ----------- | -------- | ------------------------------------------- | --------------------- | ------------ | ---------- | ----------------------- |
| 1.8 T Spark | 1747 см³ | 144 к.с. (106 kW) при 6500 об/хв            | 169 Нм при 3500 об/хв | 9.2          | 210 км/год | 1998-2000               |
| 2.0 T Spark | 1970 см³ | 150 к.с. (110 kW) при 6200 об/хв            | 186 Нм при 4000 об/хв | 8.4          | 216 км/год | 1995-1997/2001-2006     |
| 2.0 T Spark | 1970 см³ | 155 к.с. (114 kW) при 6400 об/хв            | 187 Нм при 3500 об/хв | 8.4          | 216 км/год | 1998-2000               |
| 2.0 JTS     | 1970 см³ | 165 к.с. (121 kW) при 6400 об/хв            | 206 Нм при 3250 об/хв | 8.4          | 220 км/год | 2003-2006               |
| 2.0 V6 TB   | 1996 см³ | 202 к.с. (148 kW) +overboost при 6000 об/хв | 285 Нм при 2400 об/хв | 7.4          | 240 км/год | 1995-2001               |
| 3.0 V6 12v  | 2959 см³ | 192 к.с. (141 kW) при 5600 об/хв            | 260 Нм при 4400 об/хв | 7.3          | 225 км/год | 1995-1999 тільки spider |
| 3.0 V6 24v  | 2959 см³ | 220 к.с.(162 kW) при 6300 об/хв             | 270 Нм при 5000 об/хв | 6.7          | 240 км/год | 1997-2000               |
| 3.0 V6 24v  | 2959 см³ | 218 к.с. (160 kW) при 6300 об/хв            | 265 Нм при 5000 об/хв | 6.8          | 240 км/год | 2000-2003               |
| 3.2 V6 24v  | 3179 см³ | 240 к.с. (176 kW) при 6200 об/хв            | 289 Нм при 4800 об/хв | 6.3          | 255 км/год | 2003-2006               |

## Шосте покоління

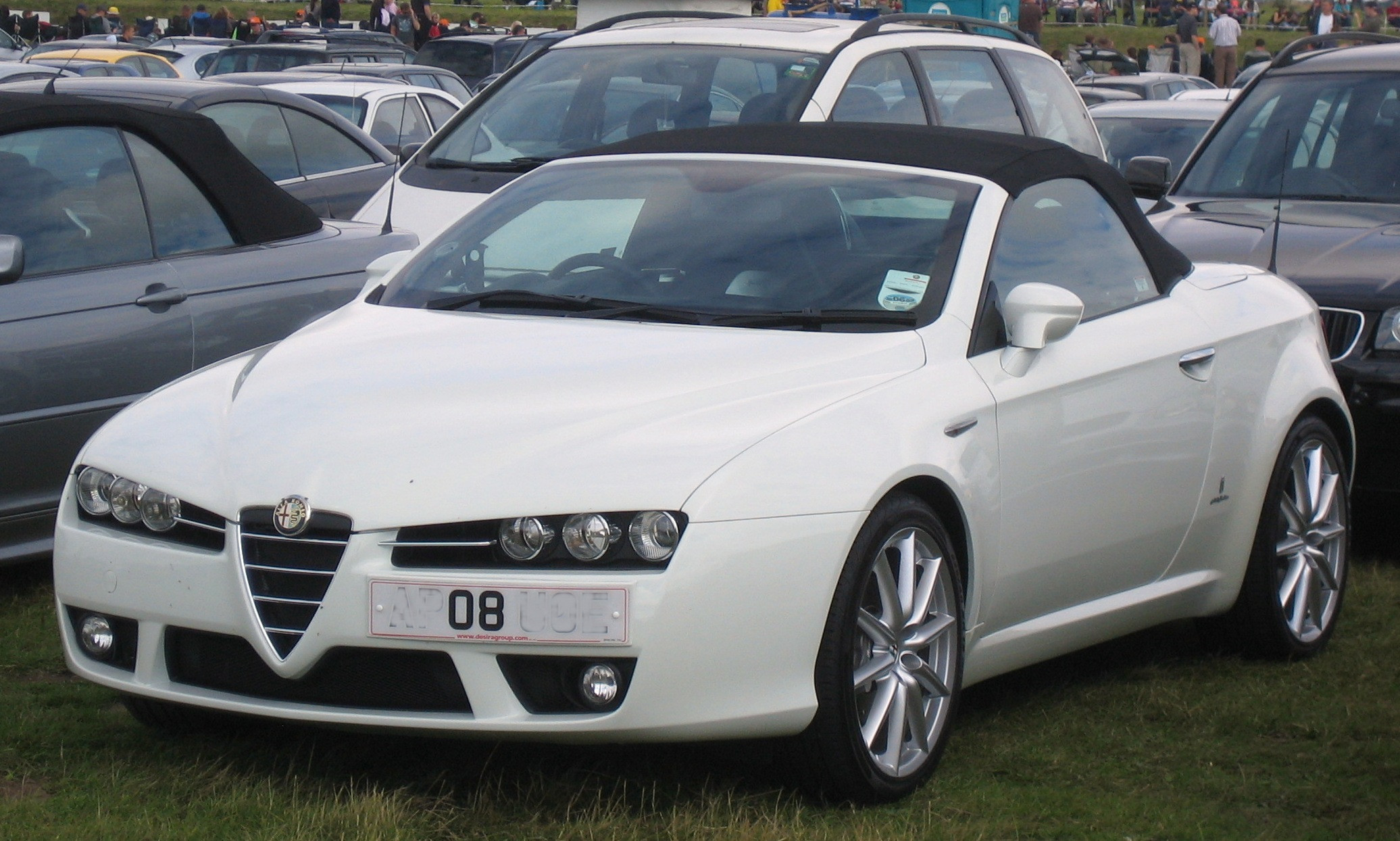
Alfa Romeo Spider 6

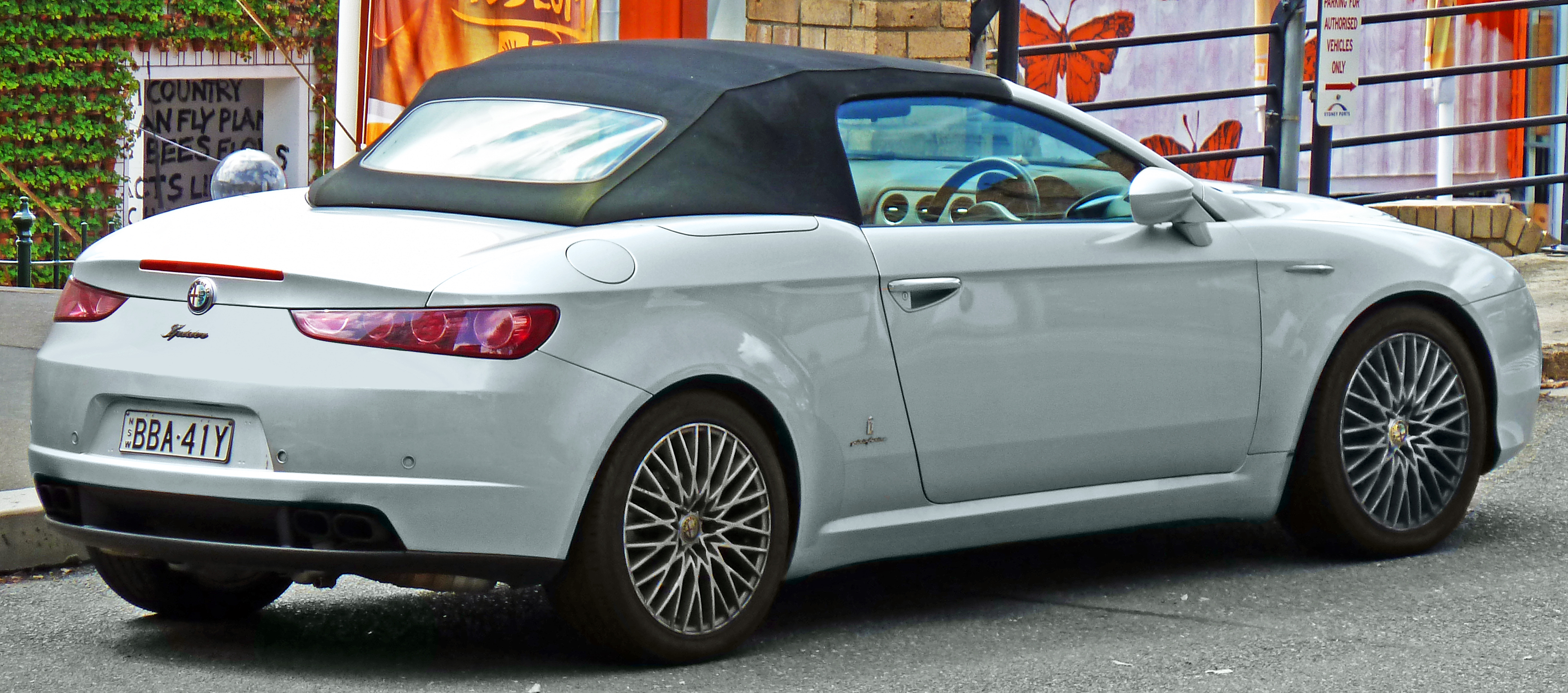

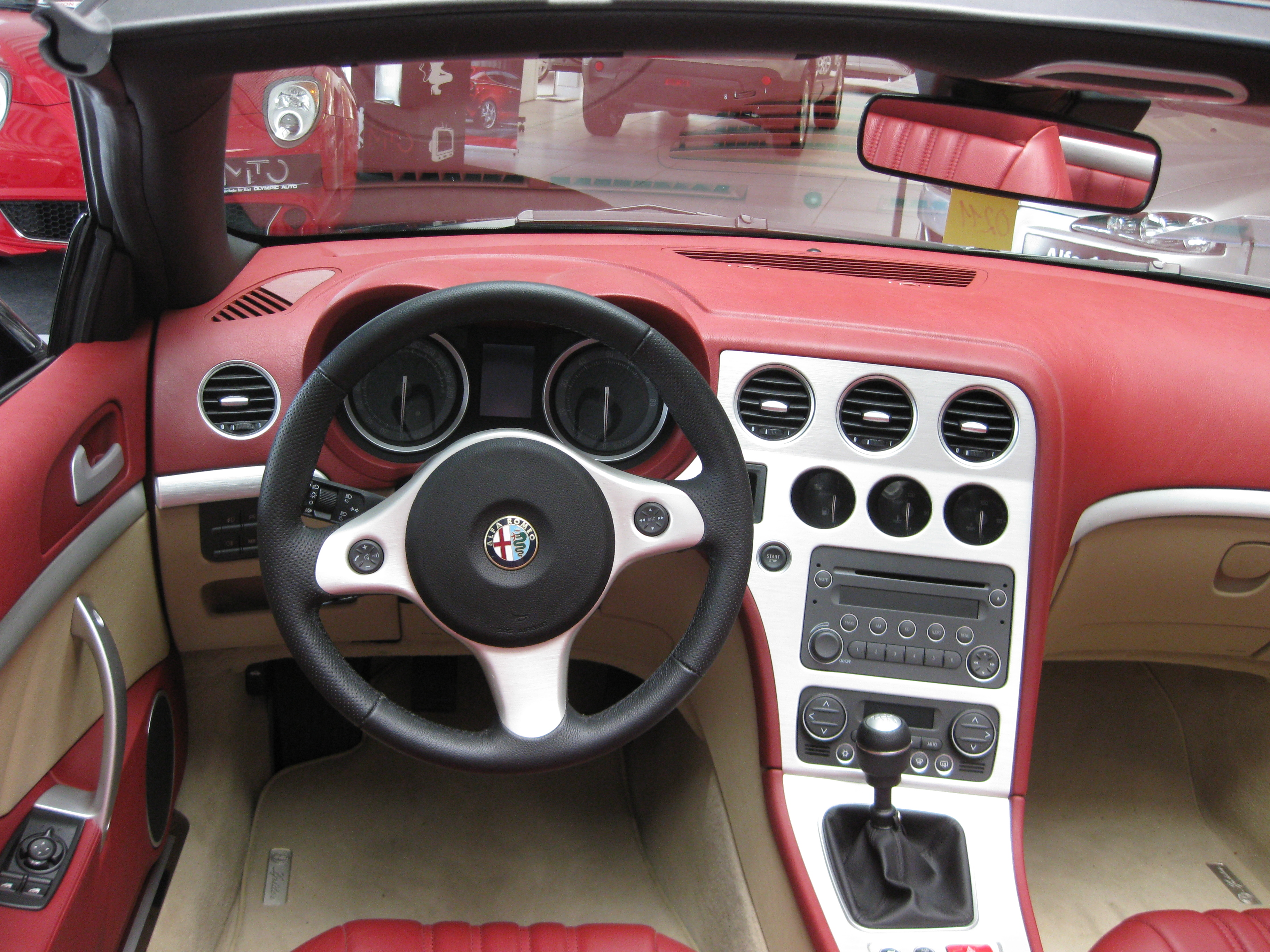

Нова версія Spider (тип 939) був представлений на Женевському автосалоні 2006 року, де модель отримала звання «Кабріолет року». Spider побудований на базі купе Brera і є 2-місним кабріолетом. Спочатку виробництва було доступно тільки два двигуни: 2,2 л. чотирициліндровий двигун і 3,2 л V6 JTS двигун. Турбодизель JTD з акумуляторною паливною системою був представлений на Женевському автосалоні 2007 року. Ця модель замінила Spider 916, що випускався з 1995 року. Ця нова версія Spider є 6-м поколінням Spider від Alfa Romeo. Виробництво цієї моделі було зупинено в листопаді 2010 року.
Всього було випущено 12181 автомобіль: 2006 = 2838; 2007 = 4353; 2008 = 2559; 2009 = 999; 2010 = 1432.

### Двигуни
| Двигун            | Об'єм [см³] | Потужність [к.с.] при об/хв | Крутний момент [Нм] при об/хв | Циліндри | Клапани |
| ----------------- | ----------- | --------------------------- | ----------------------------- | -------- | ------- |
| 1.75 TBi          | 1742        | 200/5000                    | 320/1400                      | І4       | 16      |
| 2.2 JTS           | 2198        | 185/6500                    | 230/4500                      | І4       | 16      |
| 3.2 JTS           | 3195        | 260/6200                    | 322/4500                      | V6       | 24      |
| 2.0 JTDm          | 1956        | 170/4000                    | 360/1750                      | І4       | 16      |
| 2.4 JTDm Q-Tronic | 2387        | 200/4000                    | 400/2000                      | І5       | 20      |
| 2.4 JTDm          | 2387        | 210/4000                    | 400/1500                      | І5       | 20      |